# Мир Мусаввир

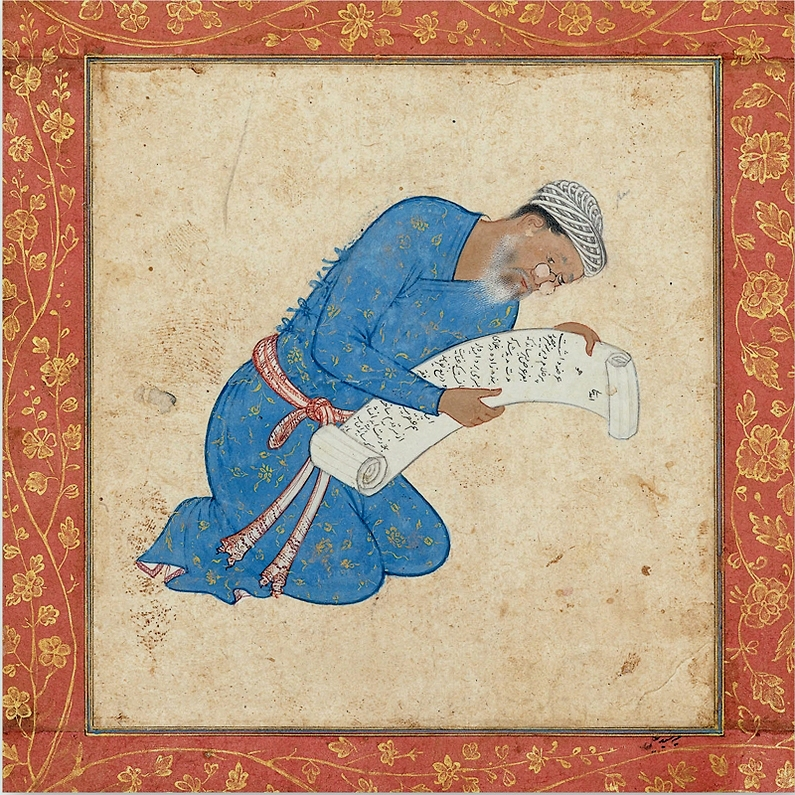
Мир Сеид Али. Портрет Мир Мусаввира. 1565-70гг. Музей Гимэ, Париж.

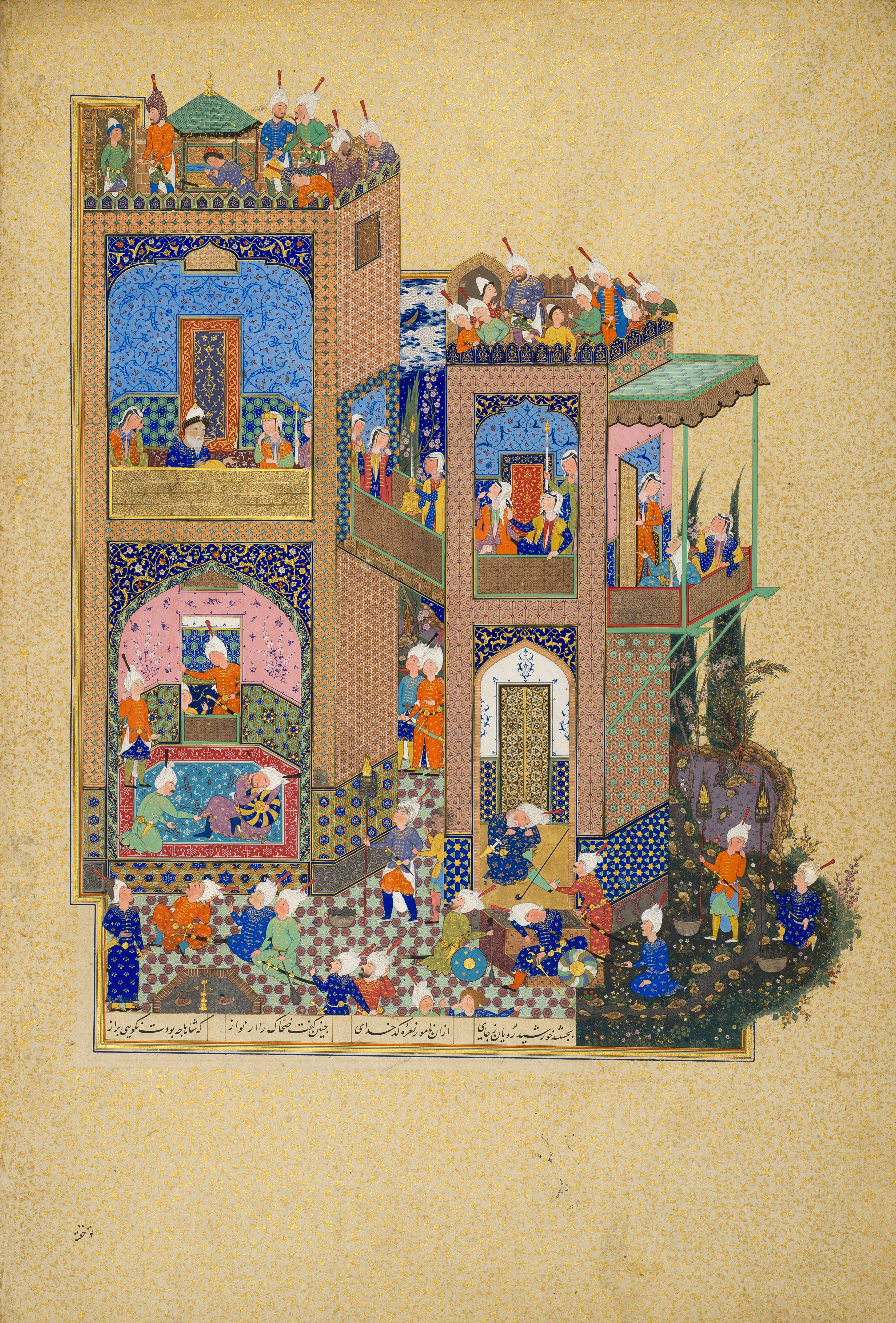
Мир Мусаввир. Ночной кошмар тирана Заххака. "Шахнаме" Тахмаспа I. 1525-35гг. Частное собрание.

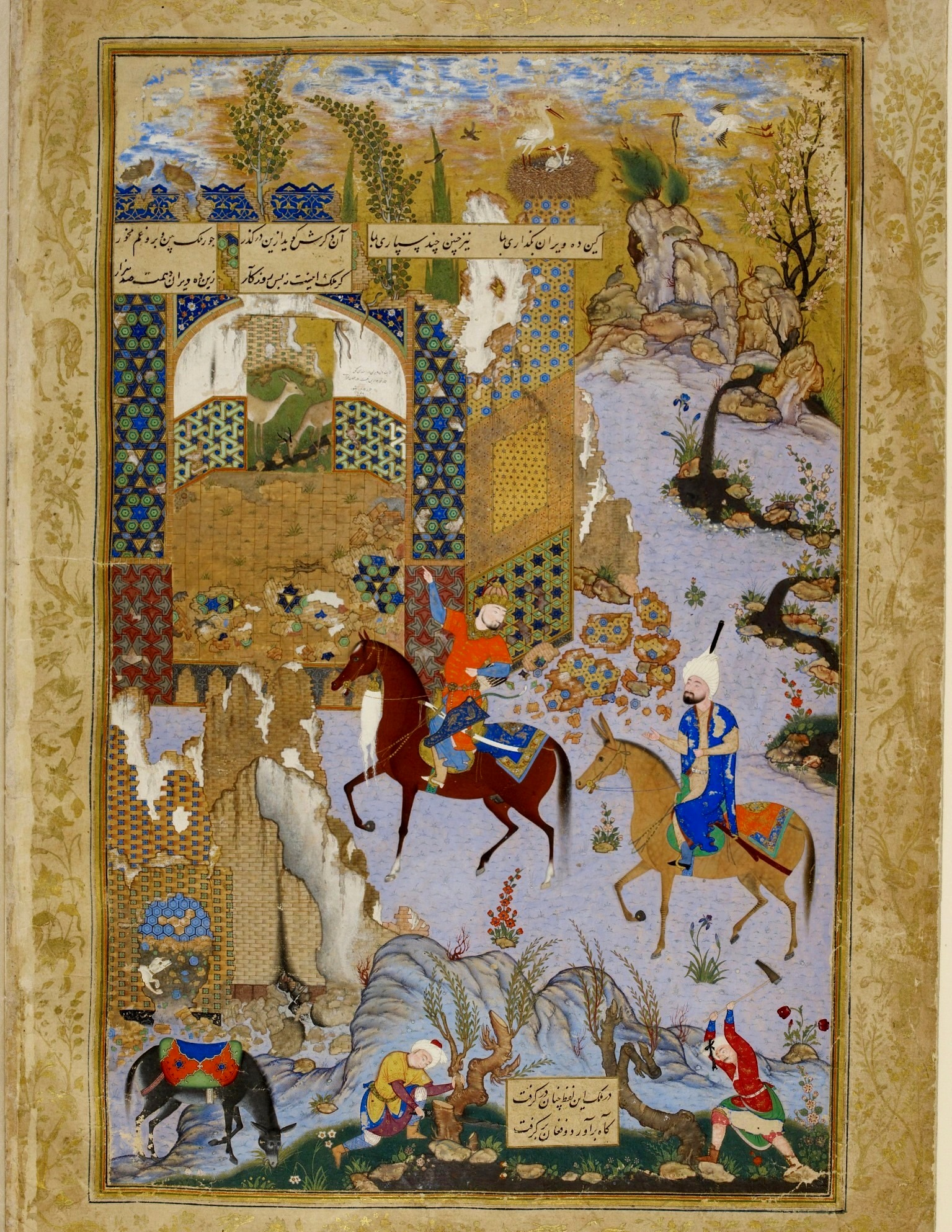
Мир Мусаввир, Ануширван и совы. "Хамсе" Низами, 1539-40гг, Британская библиотека, Лондон

Мир Мусавви́р (Мир Мансур Мусаввир; –  род. в конце XV века в Бадахшане — ок. 1555, Индия) — персидский художник.

## Биография
Слово «мир» в имени этого художника представляет собой сокращение от «эмир» (глава). Поскольку Мир Мансур Мусаввир был сейидом, то есть прямым потомком пророка Мухаммада, то это слово являлось обозначением его особого статуса; «мусаввир» же означает «художник».  Персидский автор «Трактата о каллиграфах и художниках» (1544г) Дуст Мухаммад сообщает, что Мир Мусаввир и Ага Мирек были двумя несравненными сейидами, находившимися на службе в шахской китабхане Тахмаспа I (1514-1576), которые расписали стены дворца его брата, Сама Мирзы, и участвовали в иллюстрировании, заказанных Тахмаспом «Шахнаме» Фирдоуси, и «Хамсе» Низами. Автор превозносит художника и привычно сравнивает с Мани, утверждая, что тот бы выбросил кисть, при виде произведений Мир Мусаввира.
О ранних годах мастера ничего не известно. Известно, что Мир Мусаввир был учеником Бехзада, и современником Султан Мухаммеда. Перебравшись из родного Бадахшана в сефевидскую столицу Тебриз, художник попал в шахскую мастерскую, и вскоре стал не просто наиболее часто привлекаемым к иллюстрированию манускриптов художником, но и одним из самых уважаемых. Почтение, которое вызывало его происхождение, давало возможность Мир Мусаввиру занимать несколько особое положение, позволявшее наставлять новое поколение художников, к которому относился, в частности, его сын Мир Сеид Али. Однако исторические источники сообщают, что его наставления были скорее отеческими, чем творческими: хронист Кази Ахмед в своем «Трактате о каллиграфах и художниках» пишет «… его сын, Мир Сеид Али, который в отношении талантливости был лучше отца, поспешил в Индию».
История с Индией наиболее известная страница из всей биографии художника. В 1544 году могольский император Хумаюн (1530-1556), власть которого в оставленном ему Бабуром в наследство Хиндустане была непрочной, лишившись трона, нашел убежище при дворе шаха Тахмаспа. Но вначале он в течение месяца осматривал Герат. Его покорили культурные традиции Тимуридов в их наиболее утонченной форме. По приезде в Тебриз, где гостил у шаха Тахмаспа,  Хумаюн познакомился с художниками Мир Мусаввиром и Абд ас Самадом, которых пригласил к себе, «если вернет свой трон». Шах Тахмасп, в то время сильно охладевший к живописи и каллиграфии, отнесся к возможному отъезду своих лучших художников с полным равнодушием. Правда, вместо Мир Мусаввира к Хумаюну поехал его сын Мир Сеид Али, что вызвало среди исследователей ироничные отзывы о пронырливости сына, обставившего своего отца. Некоторые источники сообщают, что Мир Мусаввир всё-таки тоже уехал в Индию, но сделал это позже, и в дальнейшем вместе с сыном основал при могольском дворе мастерскую, создававшую произведения в персидском стиле. По всей вероятности Мир Мусаввир жил в Индии при дворе моголов до самой смерти.

## Творчество
Современные исследователи не согласны с мнением Кази Ахмеда. Никто не отрицает талантов сына Мир Мусаввира, Мир Сеида Али, который оставил нам прекрасный портрет отца, но в то же время большинство считает, что Мир Мусаввир создавал оригинальные произведения, обладавшие особым декоративным  строем и колористической гаммой. Известный специалист С. К. Уэлч полагает, что благодаря именно этим качествам художника часто приглашали для росписи стен дворцов, и в частности «джамханы» (зеркального зала) во дворце Сама Мирзы, где он работал в содружестве с Ага Миреком и Джалал ад-Дином Миреком. Тот же исследователь считает Мир Мусаввира центральной фигурой в иллюстрировании знаменитой рукописи «Шахнаме» Фирдоуси, заказанной шахом Тахмаспом I в 1525-35гг.
В этой большой книге (742 страницы размером 47 х 31,8 см, что сравнимо с размерами картин «малых голландцев») было 258 миниатюр во весь лист. Большое число миниатюр в ней приписывается руке Мир Мусаввира, многие из которых сделаны в соавторстве с другими художниками, а на одной из них, «Манучир на троне», стоит его подпись. Кроме этого известны еще два подписанных мастером произведения – миниатюра «Ануширван и совы» в рукописи «Хамсе» Низами, созданной для шаха Тахмаспа I в 1539-43 годах, и «Портрет Сархан–бека Сюфрачи» - заведующего дворцовым столом (ок. 1530-40гг, Британский музей, Лондон). Портрет Сархан-бека сохранился в неважном состоянии (большие утраты красочного слоя на лице персонажа), однако кропотливо выписанный рисунок его тюрбана впечатляет.
В списке «Хамсе» Низами (Ахмадабад, Частное собрание), созданном в 1550-х годах по заказу могольского императора Хумаюна, Мир Мусаввиру приписывают две миниатюры. Манускрипт, вероятно, был создан в Кабуле, где в 1545-1555 годах находилась столица могольского императора. Несмотря на то, что многие исследователи согласны с тем, что последние годы своей жизни Мир Мусаввир провел в Индии, точно установленных следов его творчества среди наследия, оставленного мастерской могольских императоров, обнаружить пока не удалось.

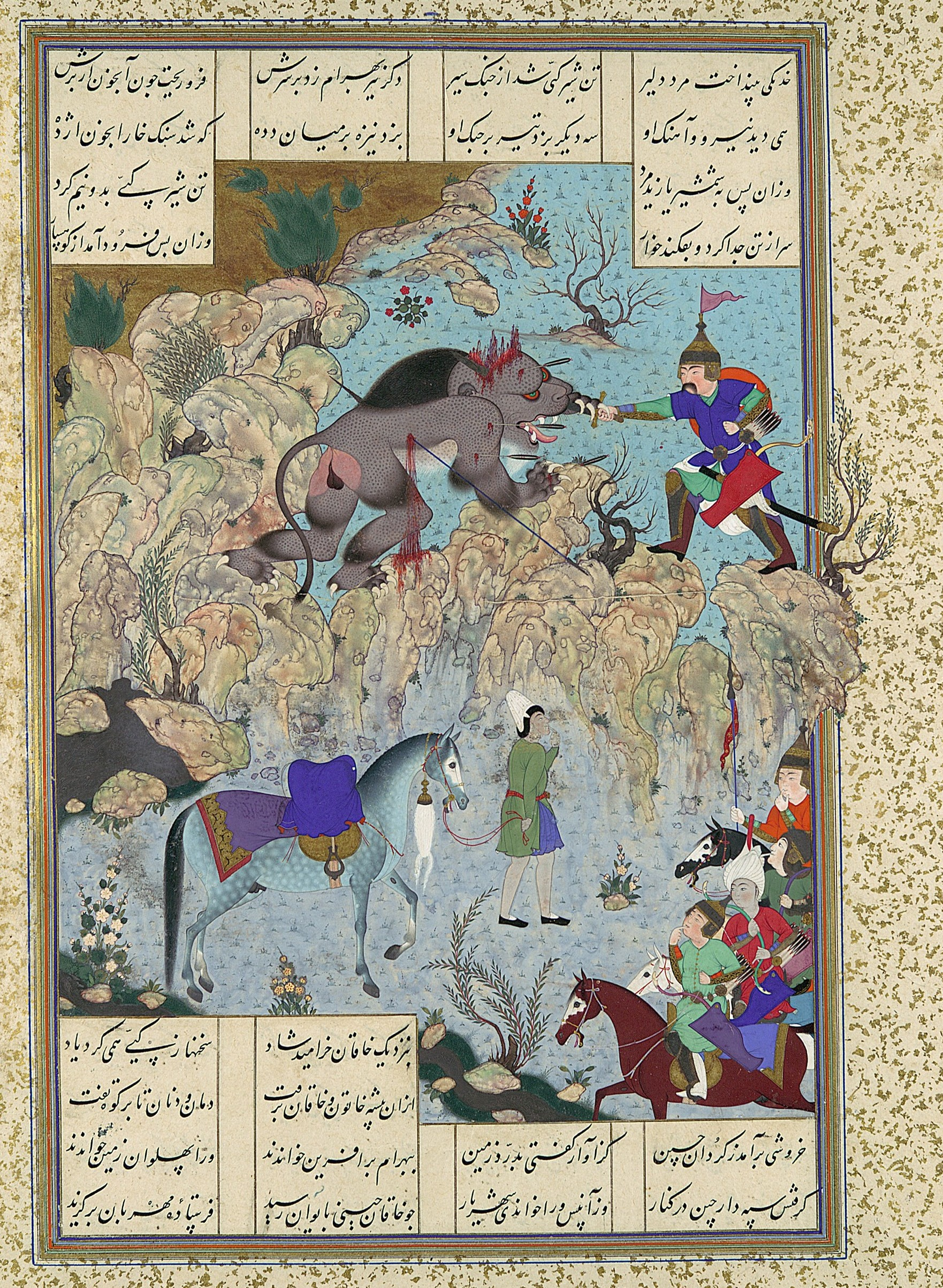
Бахрам Чубин убивает льва-обезьяну, Шахнаме Тахмаспа, 1525, Музей Метрополитен, НЙ
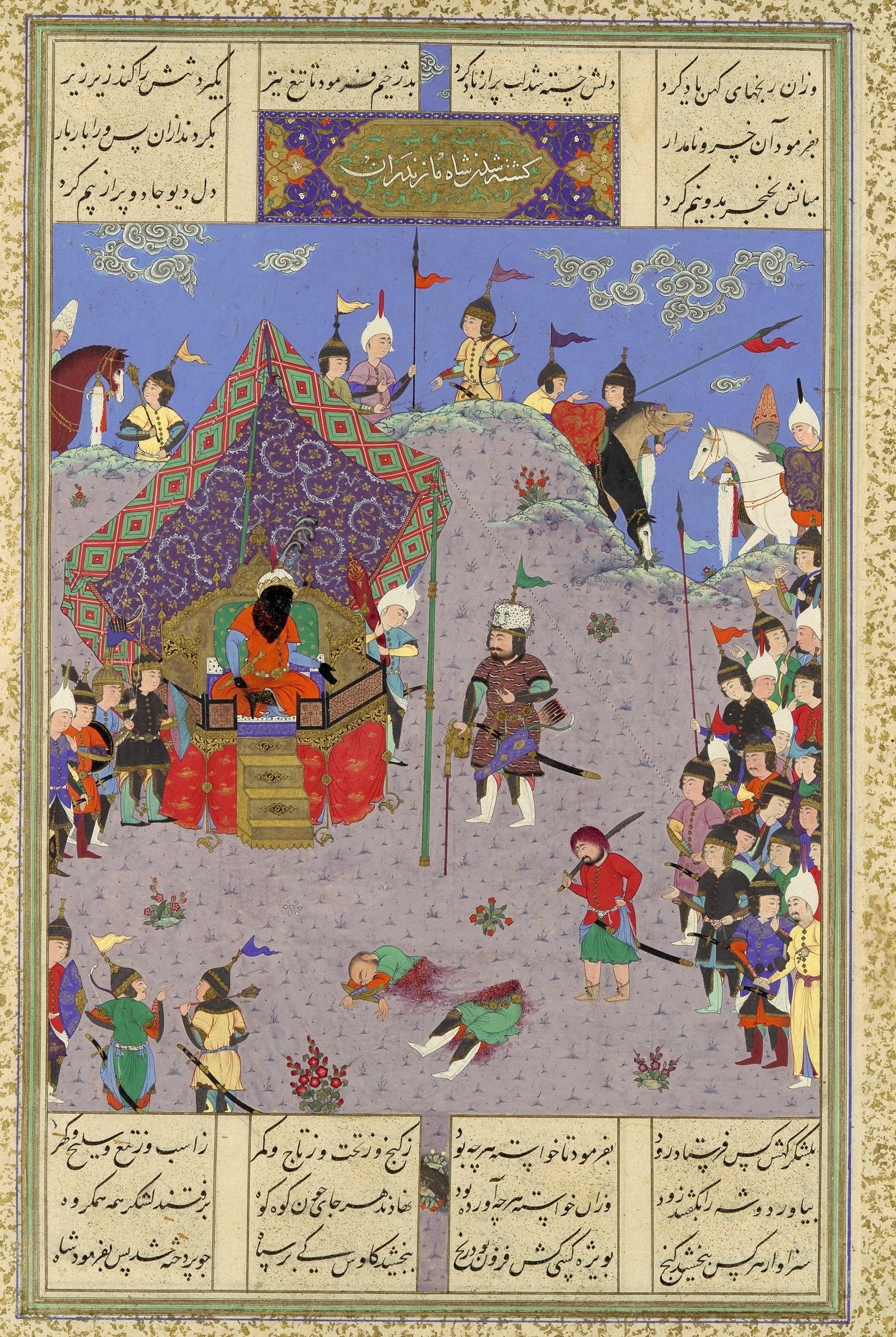
Рустам приводит дива царю Кею Кавусу для наказания. 1525-30, Шахнаме Тахмаспа, Музей Метрополитен. НЙ
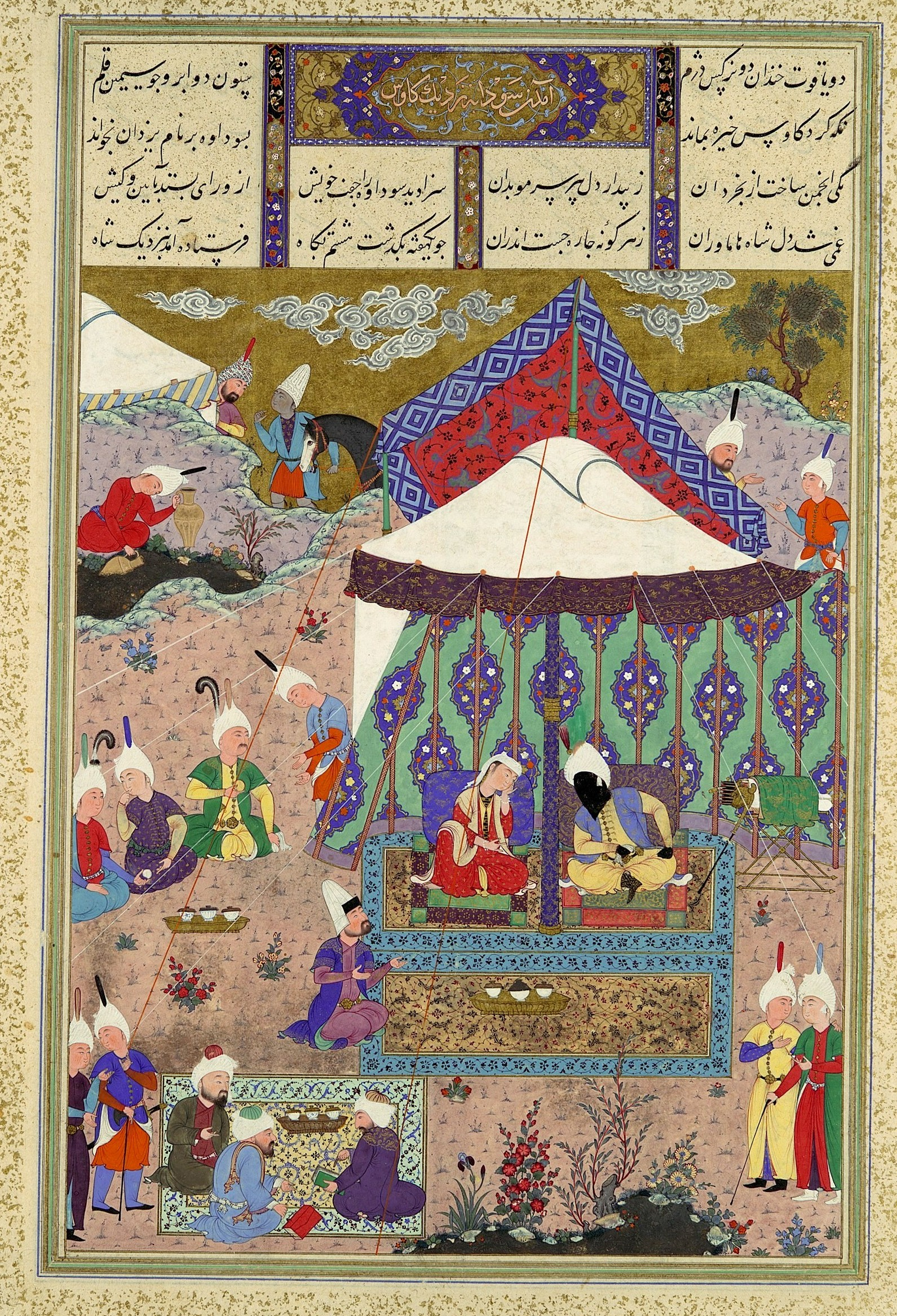
Женитьба Судабы и Кея Кавуса, 1525-30, Шахнаме Тахмаспа, Музей Метрополитен. НЙ
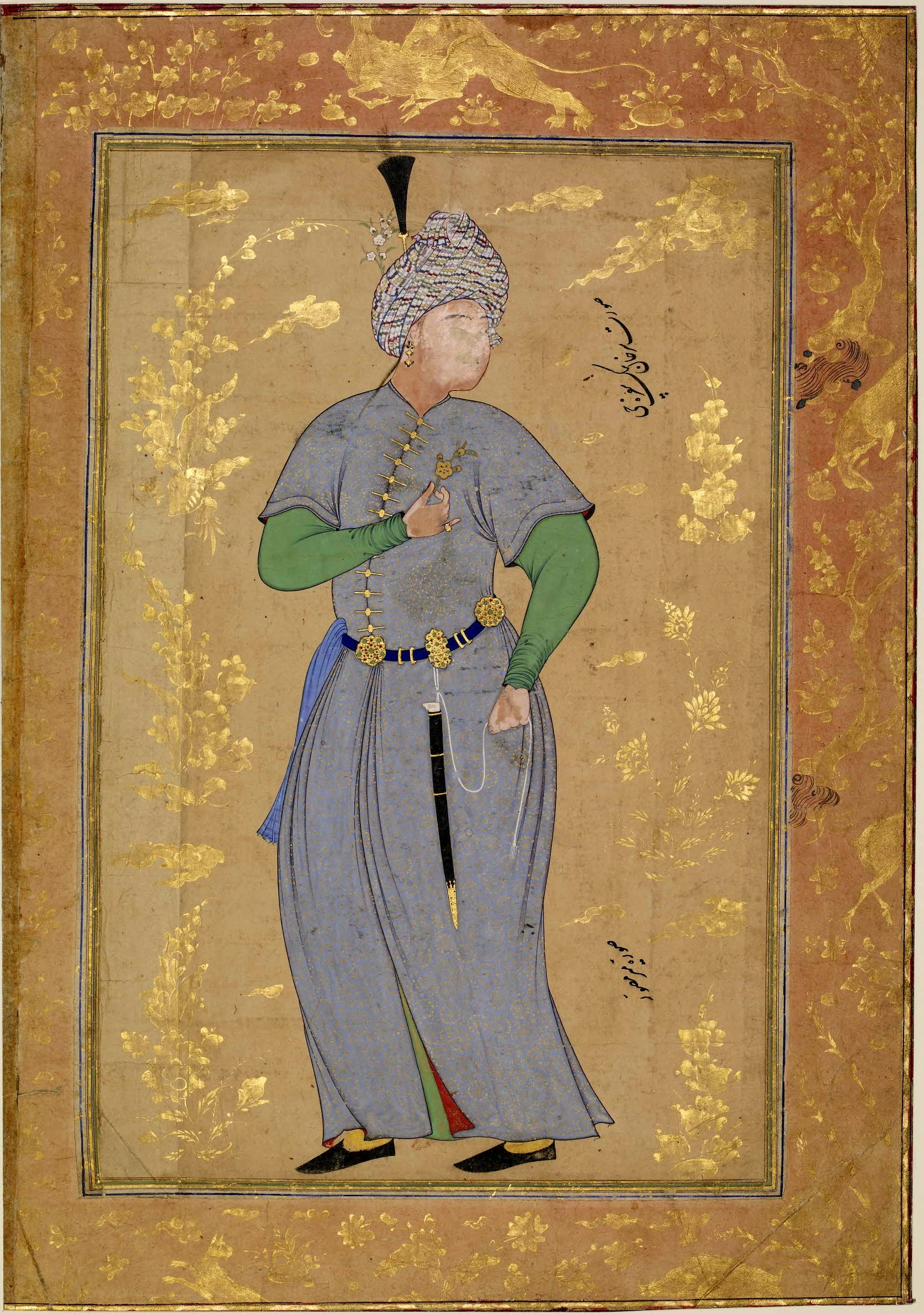
Мир Мусаввир. Портрет Сархан-бека Сюфрачи. 1530-40гг. Британский музей, Лондон.
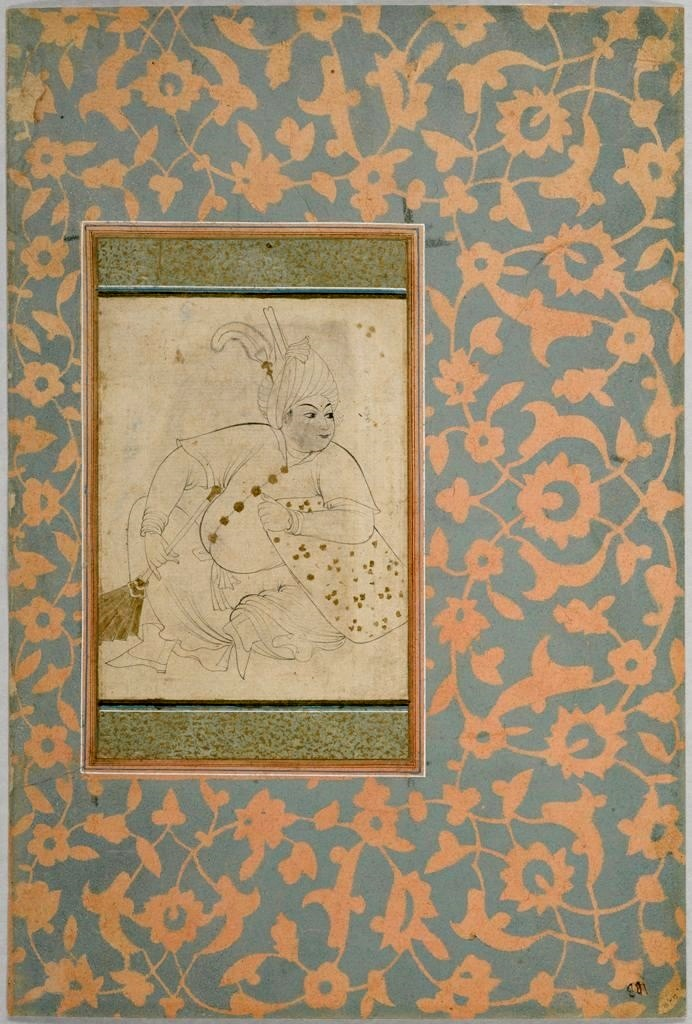
Упитанный придворный, рисунок, ок. 1530г, Музеи искусства Гарварда, Кембридж